# 9819 Sangerhausen
9819 Sangerhausen (2172 T-1) là một tiểu hành tinh vành đai chính.